# 嘉義昭忠祠

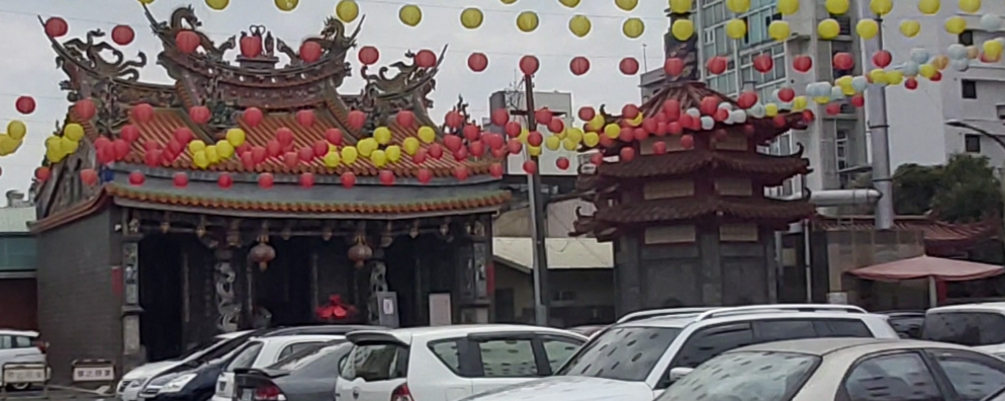
嘉邑昭忠祠

嘉義昭忠祠，是位於臺灣嘉義市東區中山里的昭忠祠，位於九華山地藏庵旁。

## 歷史
地藏庵前右側（南側）廣場另建有昭忠祠，有祭祀在1862年（同治元年）戴萬生民變事件中殉難之義民。雖在1906年及1930年的地震中皆倒毁，但皆重建。曾於1936年廢廟，地藏庵於1971年改建時，昭忠祠以原廟建材移建於地藏庵前，2020年再移至目前廟地。